# Fundacja Animacja
Fundacja Animacja – polska fundacja z siedzibą w Otwocku, działająca głównie na obszarze warszawskiej Pragi.
Fundacja funkcjonuje od 2005. Głównymi obszarami jej działania jest kultura oraz pomoc społeczna. Fundacja stawia sobie za cel m.in. ochronę dziedzictwa kulturowego, integrację międzypokoleniową, promocję kompetencji kulturowych wśród seniorów, wspieranie autorów filmów i komiksów. Cele fundacji realizowane są m.in. poprzez warsztaty, festiwale i działalność wydawniczą.
Czołowym przedsięwzięciem fundacji jest interdyscyplinarny projekt „Praga Gada”, prowadzony od 2010. Celem projektu jest rejestracja w formie audiowizualnej wspomnień mieszkańców warszawskiej Pragi i tworzenie na ich podstawie komiksów przez międzynarodową grupę artystów. Fundacja organizowała też festiwale filmowe oraz warsztaty dla seniorów.